# Катениновский
Катениновский (баш. Катениновка) — деревня в Стерлитамакском районе Республики Башкортостан Российской Федерации. Входит в состав Красноярского сельсовета. 

## География

### Географическое положение
Находится на берегу реки Белой.
Расстояние до:
- районного центра (Стерлитамак): 19 км,
- центра сельсовета (Новый Краснояр): 6 км,
- ближайшей ж/д станции (Куганак): 4 км.

## Население
| 2002 | 2009 | 2010 |
| ---- | ---- | ---- |
| 3    | ↗6   | ↗9   |

Национальный состав
Согласно переписи 2002 года, преобладающие национальности — русские (67 %), туркмены (33 %).